# تخته موج‌سواری

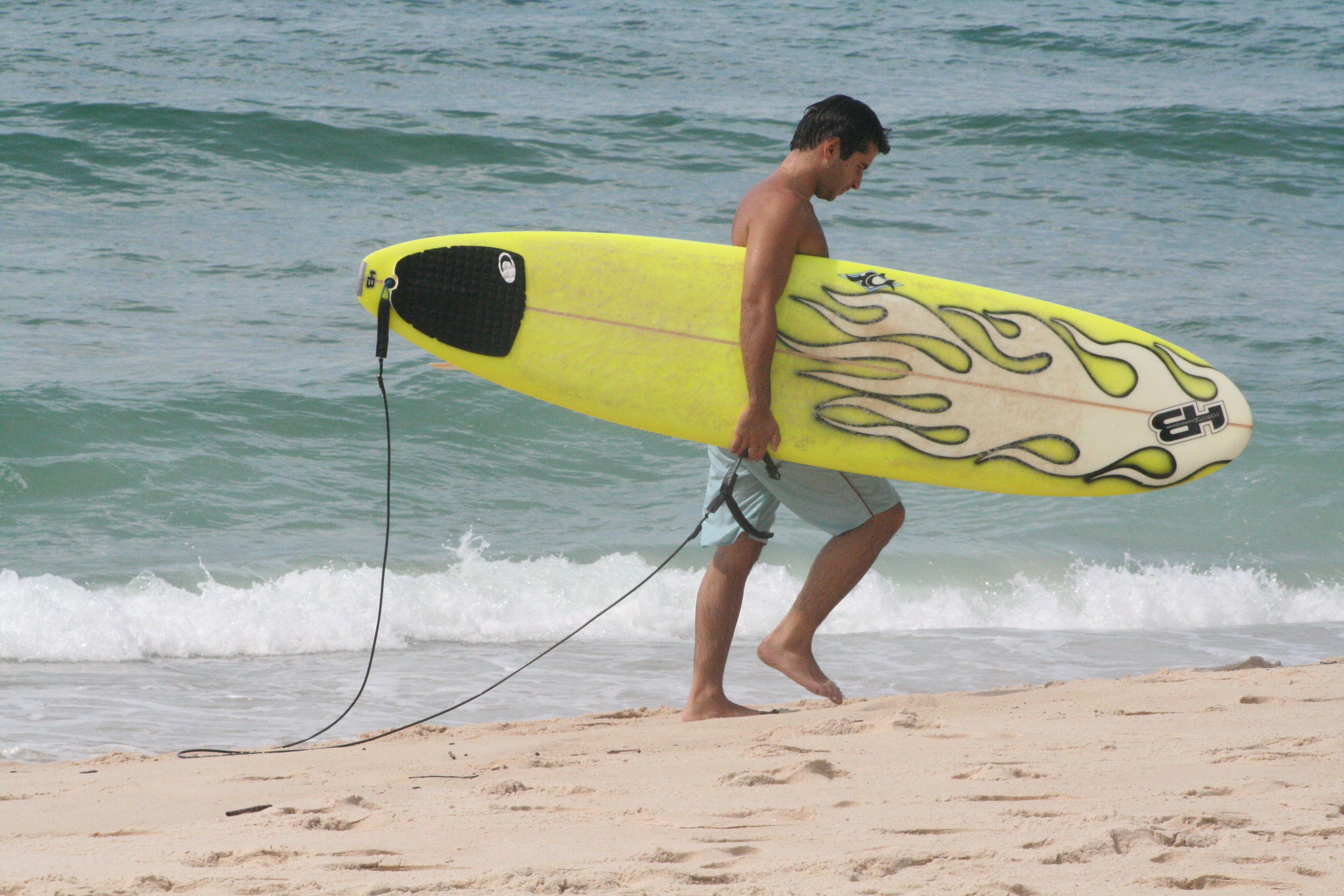
موج‌سواری در حال حمل یک تخته موج‌سواری در ساحل

تخته موج‌سواری صفحه‌ای دراز است که در ورزش موج‌سواری از آن استفاده می‌شود. تخته‌های موج سواری معمولاً سبک اما در عین حال آنقدر مستحکم‌اند که می‌توانند وزن فردی که بر روی آن سوار است را در مواجه با یک موج سهمگین تحمل کنند. تخته موج‌سواری در هاوائی ابداع شده‌است و در زبان هاوائی پاپا هه‌ئه نالو (به هاوایی: papa he‘e nalu) خوانده می‌شود. در گذشته تخته‌های موج سواری بیشتر از چوب درختان محلی مثل کوآ ساخته می‌شدند و طولی بیش از ۱۵ فوت (۵ متر) و وزنی بسیار زیاد می داشتند. اما در طول سال‌ها پیشرفت‌ها و تغییرات قابل ملاحظه‌ای در شکل و جنس و وزن تخته‌های موج‌سواری ایجاد شده‌است. از آن جمله اضافه کردن یک یا چند باله در بخش تحتانی تخته برای افزایش ثبات در جهت‌گیری است.

## منبع
مشارکت‌کنندگان ویکی‌پدیا. «Surfboard». در دانشنامهٔ ویکی‌پدیای انگلیسی، بازبینی‌شده در ۴ مه ۲۰۱۲.
ابتدایی‌ترین تخته‌ها بسیار بلند و بدون فین بودند که بعدها به آن یک فین بزرگ برای کنترل بیشتر در موج اضافه شد که کاری شبیه به سکان را انجام می‌داد. بعدها برای جهت دهی بهتر و حرکات نمایشی به جای یک فین بزرگ از ۲ تا ۶ فین کوچکتر استفاده شد که مانور بردها را بسیار بالا برد و تخته‌ها کوتاهتر شدند؛ که در حال حاضر پر طرفدارترین تخته‌ها برای مسابقات حدود ۱٫۵ متر با ۳ فین می‌باشند. هرچند هنوز هم از تخته‌های بلند با ارتفاع حدود ۳ متر با یک فین بلند استفاده می‌شود که مسابقات مخصوص به خود را دارد.